# Surf Nicaragua
Surf Nicaragua – minialbum amerykańskiej grupy thrashmetalowej Sacred Reich, wydany w 1988 roku nakładem Metal Blade Records. Obok autorskich utworów zespołu na EP znalazła się przeróbka kompozycji War Pigs Black Sabbath.

## Lista utworów
Opracowano na podstawie materiału źródłowego.
| Nr | Tytuł utworu           | Długość |
| -- | ---------------------- | ------- |
| 1. | „Surf Nicaragua”       | 4:40    |
| 2. | „One Nation”           | 3:23    |
| 3. | „War Pigs”             | 6:05    |
| 4. | „Draining You of Life” | 3:18    |
| 5. | „Ignorance (Live)”     | 4:03    |
| 6. | „Death Squad (Live)”   | 4:31    |
|    |                        | 26:00   |

## Twórcy
Opracowano na podstawie materiału źródłowego.
Muzycy:
- Phil Rind – śpiew, gitara basowa
- Greg Hall – perkusja
- Wiley Arnett – gitara prowadząca
- Jason Rainey – gitara rytmiczna

Produkcja:
- Bill Metoyer, Sacred Reich - produkcja muzyczna